# Eduard Dominik
Eduard Dominik (21. května 1854 Březsko – 2. dubna 1919 Olomouc) byl kněz, biblista, profesor Nového zákona na teologické fakultě v Olomouci a její několikanásobný děkan a kanovník olomoucké kapituly.

## Dílo
- Seznam děl v Souborném katalogu ČR, jejichž autorem nebo tématem je Eduard Dominik
- Syntaxis Graecitatis Novi Testamenti. Fasciculus 1, Olmutium : sumptibus auctoris, 1901
- Sv. Apoštola Pavla dva listy k Soluňanům, Olomouc : Cyrillo-Meth. Matice, 1913